# A-364
La A-364 es una carretera autonómica perteneciente a la red básica de carreteras de Andalucía. Une la localidad de Écija (Sevilla), más concretamente la autovía radial A-4 en el PK 456, con la autovía A-92 a la altura de Montepalacio, en el PK 49, dentro del término municipal de Marchena (Sevilla).
Marchena era en su trazado original el único núcleo urbano por el que pasaba la A-364, y lo hacía en forma de travesía. Actualmente esa travesía se ha renombrado como ramal, A-364R, pues desde el año 2011 una variante de la A-364 inconclusa evita tener que atravesar esta población.
La A-364 discurre en su totalidad por la provincia de Sevilla y se cruza con las carreteras A-380 (Puebla de Cazalla-Carmona), la SE-700 (Lantejuela-Fuentes de Andalucía) y la SE-7200 (Marchena-Lantejuela). Esta última sirve para enlazar la variante de la A-364 con su antiguo trazado a la entrada de Marchena, debido a que, como ya se ha mencionado, la circunvalación de Marchena quedó sin ser acabada.
La carretera A-364 constituye en la actualidad el tramo norte de la antigua N-333, que unía Jerez de la Frontera y Écija. Este itinerario evita atravesar el área metropolitana de Sevilla en los viajes entre Madrid y Cádiz. Es por ello que esta carretera, al igual que el tramo más al sur de la antigua N-333 entre Arahal y la A-4 pasando por Utrera (actual A-394), soporta un alto nivel de tráfico pesado.